# 郯城话
郯城话，即郯城方言，是一种系属于中原官话的现代汉语方言。使用于今山东省郯城县及附近地区。郯城话并非严格的语言学概念，而是对郯城境内方言的泛称，因而郯城话表现出了一定的内部差异性。根据音系的区别，郯城话还可以再划分为四个方言，其中属于郯中片的郯城县城口音为郯城话的代表性方言。中国国家级非物质文化遗产“郯马五大调”即以郯城话马头镇口音演唱。

## 系属
郯城话属于官话方言中的中原官话:3。就山东方言分区而言，属于西鲁片。贺巍的《中原官话分区（稿）》根据郯城话的调值将其划入中原官话兖菏片。《中国语言地图集》将郯城话划为中原官话郑曹片，并将之与临近的平邑话一并标注为“受北方官话影响的中原官话”，形成了一个被中原官话郑曹片包围的方言岛，但有学者根据郯城话的入声字派读比例认为郯城话与其周围方言差别并不大，应属于不具有冀鲁官话性质的中原官话。也有学者认为郯城话是中原官话和江淮官话的一个过渡方言。

## 音系及方言
郯城方言各片区之间语法完全一致，词汇略有差别，而音系则差异明显。依照音系差异大致可分为郯中、郯南、郯西、郯北四个方言片区，这些方言片区之间并无明显界限。老派与新派方言语音也有区别，如在普通话的影响下，郯城话的音系逐渐向普通话趋近，如郯城话部分方言中原有的辅音/ɭ/正在逐渐衰退消失。

### 辅音及声母
郯城话各地方言中共计有31个辅音，其中[ŋ]仅作为辅音韵尾，其他辅音均仅作声母。而郯城各地声母情况有所差别。包含零聲母在内，郯城中部有23个声母:10，北部有26个声母:12-13，西部有27个声母:11-12。零声母一般实质上为一个喉塞音。和大部分官话方言一样，郯城话中塞音、塞擦音仅有清音且存在送气对立（喉塞音除外），鼻音和边音均为浊音。
郯城方言辅音表如下。白读字以下划线标出。
| 发音位置→ ↓发音方式 | 发音位置→ ↓发音方式 | 双唇音    | 唇齿音     | 齿间音     | 舌尖前音   | 舌尖中音  | 舌尖后音   | 舌冠音     | 舌根音       | 聲門音              |
| 塞音                | 不送气              | p 步别白  |            |            |            | t 到大夺  |            |            | k 哥缸跪     | ʔ/Ø 安云俺 (零声母) |
| 塞音                | 送气                | pʰ 拍怕平 |            |            |            | tʰ 头太同 |            |            | kʰ 看康葵    | ʔ/Ø 安云俺 (零声母) |
| 塞擦音              | 不送气              |           | p̪͡f 抓中住  | t̪͡θ 早租咱  | t͡s 资井杂  |           | ʈ͡ʂ 知张站  | t͡ɕ 几将勤  |              |                     |
| 塞擦音              | 送气                |           | p̪͡fʰ 冲吹虫 | t̪͡θʰ 粗藏参 | t͡sʰ 仓清瓷 |           | ʈ͡ʂʰ 吃册查 | t͡ɕʰ 庆掐球 |              |                     |
| 鼻音                | 浊音                | m 门梅米  |            |            |            | n 南能奶  |            | ȵ 年娘女   | ŋ (只做韵尾) |                     |
| 边近音              | 浊音                |           |            |            |            | l 狼路兰  | ɭ 耳二     |            |              |                     |
| 擦音                | 清音                |           | f 发非凡   | θ 丝扫桑   | s 三撒详   |           | ʂ 山身上   | ɕ 吸向形   | x 喝海盒     |                     |
| 擦音                | 浊音                |           | v 荣如入   |            |            |           | ʐ 日热让   |            |              |                     |

粉红色背景 代表的除/f/以外的的唇齿音为郯西片特有的辅音；
浅绿色背景代表的齿间音为郯北片特有的一组辅音，这组齿间音实际发音位置略靠后；
浅黄色背景代表的辅音ɭ存在于郯中老派方言、郯西方言及郯北方言中，而以郯城县城口音为代表的郯中片新派无此辅音。

### 元音及韵母
根据《郯城方言志》（2005）的描述，郯城话中除儿化韵之外的韵母如下。左侧为发音，右侧为例字。例字以郯中片为准。
| 郯城话韵母:10-13 | 郯城话韵母:10-13 | 郯城话韵母:10-13 | 郯城话韵母:10-13 | 郯城话韵母:10-13 | 郯城话韵母:10-13 | 郯城话韵母:10-13 | 郯城话韵母:10-13 | 郯城话韵母:10-13 | 郯城话韵母:10-13 | 郯城话韵母:10-13 | 郯城话韵母:10-13 |
| ---------------- | ---------------- | ---------------- | ---------------- | ---------------- | ---------------- | ---------------- | ---------------- | ---------------- | ---------------- | ---------------- | ---------------- |
| 开口呼           | 开口呼           | 开口呼           | 齐齿呼           | 齐齿呼           | 齐齿呼           | 合口呼           | 合口呼           | 合口呼           | 撮口呼           | 撮口呼           | 撮口呼           |
|                  |                  |                  | i                | i                | 米你鸡           | u                | u                | 书读某           | y                | y                | 鱼虚女           |
| ᴀ                | ᴀ                | 八大擦           | iᴀ               | iᴀ               | 家虾掐           | uᴀ               | uᴀ               | 瓜抓花           |                  |                  |                  |
| ə                | ə                | 鹅歌波           | iə               | iə               | 叶姐接           | uə               | uə               | 果觉作           | yə               | yə               | 却学药           |
| ɛ                | ɛ                | 摆才孩           | iɛ               | iɛ               | 挨戒街           | uɛ               | uɛ               | 拽快踹           |                  |                  |                  |
| e                | e                | 麦贼摘           | ie               | ie               | 鞋仁             | ue               | ue               | 未亏回           |                  |                  |                  |
| ɔ                | ɔ                | 高力招           | iɔ               | iɔ               | 焦妖撂           |                  |                  |                  |                  |                  |                  |
| əʊ               | o                | 都够楼           | iəʊ              | io               | 酒丢六           |                  |                  |                  |                  |                  |                  |
| ã                | ã                | 盘担俺           | iã               | iã               | 天怜煎           | uã               | uã               | 端关乱           | yã               | yã               | 权选捐           |
| ə̃                | ẽ                | 根恩狠           | iə̃               | iẽ               | 民心林           | uə̃               | uẽ               | 坤温嫩           | yə̃               | yẽ               | 运军熏           |
| ɑŋ               | ɑ̃                | 帮汤缸           | iɑŋ              | iɑ̃               | 羊凉将           | uɑŋ              | uɑ̃               | 王筐慌           |                  |                  |                  |
| əŋ               | ɤ̃                | 碰争登           | iŋ               | Iɤ̃               | 平丁井           | uŋ               | õ                | 翁通工           | yŋ               | iõ               | 永穷凶           |
|                  |                  |                  |                  |                  |                  |                  |                  |                  |                  |                  |                  |
| ɚ                | ɚ                | 二耳儿           | ɿ                | ɿ                | 自此思           | ʅ                | ʅ                | 支吃食           |                  |                  |                  |

粉红色背景代表郯西片的读音。浅黄色背景代表郯中、郯北的读音。
《郯城方言语音研究》一文对郯城音系特别是韵母的描述与《郯城方言志》有所不同，如该文认为郯城话重坊镇语音中/ɿ/、/ʅ/的实际发音为/ɿə/、/ʅə/等。
在韵母方面，郯北、郯中方言有一个复元音/əʊ/且动程很短，只有/ŋ/一个辅音韵尾而且还有浓重的鼻化色彩。郯西和郯南没有辅音韵尾/ŋ/，只有鼻化韵，如郯中方言中的/ɑŋ/、/əŋ/、/uŋ/分别与郯西方言中的/ɑ̃/、/ɤ̃/、/õ/相对应:6。郯西方言也没有复元音，郯中话中的/əʊ/在郯西话中读/o/。:10-13

### 声调
郯城话有阴平、阳平、上声、去声四个声调，调类与普通话相同，调值则与普通话不同。
郯中、郯南、郯西三片调值基本相同，而郯北片在声调上与另外三片差异很大。:7
| 调类                                      | 阴平           | 阳平         | 上声           | 去声           |
| ----------------------------------------- | -------------- | ------------ | -------------- | -------------- |
| 普通话对照                                | 55 ˥ 高平调    | 35 ˧˥ 中升调 | 214 ˨˩˦ 降升调 | 51 ˥˩ 全降调   |
| 郯中片（城区） 郯西片（埝东村） 郯南片:11 | 213 ˨˩˧ 降升调 | 55 ˥ 高平调  | 24 ˨˦ 升调     | 41 ˦˩ 降调     |
| 郯北片（沙墩村） :13                      | 213 ˨˩˧ 降升调 | 42 ˦˨ 降调   | 55 ˥ 高平调    | 312 ˧˩˨ 降升调 |

### 音节
不区分尖团音的郯城县城话中不带声调的单字音节约有447个，略多于普通话:14，而区分尖团音的郯城老派方言和郯北、郯西、郯南话则拥有更多的音节。郯城话中还存在零音节现象，出现在较快语速的语流中的多个音节中间，零音节的音长与一般音节等长或稍短，也带有正常的声调，但没有元音和辅音，仅仅延长前一个音节的发音。如“九月重阳”、“营生草”中的“月”和“生”即为零音节:5。

### 语流音变
郯城话中存在连续变调，不过其连续变调不如多数山东方言发达而更接近于普通话。在两字连读中，曲折调（阴平）做前字时调值会发生变化。在轻声音节中，声韵母也会发生改变。轻声音节中的不送气清塞音、塞擦音声母有浊音化倾向:49，部分送气音有不送气倾向:50。元音则会出现单元音化、高元音化现象，有时还会丢失介音、丢失或增加鼻化韵及韵尾等:50-51。郯城话的儿化规律与作用于普通话相同，但其卷舌程度略轻于普通话:51-52。零音节（参见#音节）也是一种语流音变现象:5。

## 词汇和语法

### 词汇
就词的音节数来看，郯城话中双音节词比例比普通话少，单音节词、多音节词占比比普通话大:222-223
郯城话拥有比普通话丰富得多的词缀。如名词有前缀“老”“二”，多指人，无意义或有贬义；后缀有“子”“头子”“货”“黄子”“种”等，其中多数表达贬义或戏谑；郯城方言还有中缀“娄”，仅用于物体，无实意:224-225。动词仅有后缀，如“不”“娄”“噔”“悠”等，表示动作随意而应付或者动作重复，可叠用:225。形容词的词缀最为丰富，前缀、后缀、中缀都有，其中前缀为单音节、中缀后缀则一到四个音节不等，有的形容词中、后缀前还有“不”，但这个词缀并不表达否定含义，如“甜滋儿的”和“甜不滋儿的”表达同一个含义:226-227。有些词汇可以同时添加多个词缀，如“蜗牛”添加中缀“娄”和后缀“子”变成四音节的词“蜗娄牛子”。除少数词缀如“子”具有将动词转化为名词的语法意义外，其他词缀大都表达只表达感情色彩或没有实际意义。
郯城话中代词丰富且用法多样，如第一人称单数有“俺”“咱”“我”三种形式，其中“俺”多用，“我”用于正式场合或书面，“咱”用于特殊语境；第一人称复数有排除式与包含式之分，排除式（即不包含被说话人）一般用“俺”，包含式（包含被说话人）用“咱”，正式场合则用“我们”；第二人称单数一般用“你”，单数尊称或复数多用“恁”。

### 句子
郯城话的语法与普通话相似，但也有少数不同。郯城话有兼具处置句与被动句的“叫”字句，“叫”子句有时有歧义，如“我叫他揍了一顿”既可以表达“我被他打了一顿”，也可以表达“我把他打了一顿”。